# Seznam slovaških divizij druge svetovne vojne
Seznam slovaških divizij druge svetovne vojne.

## Pehotne
- 1. slovaška pehotna divizija
- 2. slovaška pehotna divizija

## Hitre
- Slovaška hitra divizija

## Varnostne
- Slovaška varnostna divizija